# Hercegmárok
Hercegmárok (horvátul: Gajić) falu Horvátországban, Eszék-Baranya megyében. Közigazgatásilag Darázshoz tartozik.

## Fekvése
Eszéktől légvonalban 31, közúton 52 km-re északra, községközpontjától 1 km-re nyugatra a Drávaszög északi részén, a Karasica bal partján, közel a magyar-szerb-horvát hármashatárhoz, Darázs és Izsép között fekszik.

## Története
A település nevét „Mark” alakban találjuk először a pécsváradi konvent 1301. november 18-án kelt oklevelében, melyben a konvent előtt Csúzai Pál, Csuza, Sepse és Márok Baranya vármegyei birtokokat, nővérének és sógorának örökül átadja. 1330-ban, 1357-ben és 1360-ban „Mark”, 1399-ben „Marok”, 1424-ben „Alsomark” alakban szerepel a korabeli oklevelekben. 1497-ben „Marky” néven bukkan fel a szekcsői Herczeg család birtokában. 1526-ban a közelgő háborús veszély hatására elnéptelenedett, majd újratelepült. 1543-ban a Mohácsi szandzsákon belül a Baranyavári náhije része lett. Az 1591-es török adókönyvben a falu „Marok” néven 26 adózóval szerepel, a nevek alapján tiszta magyar lakossággal.
A térség 1687-ben szabadult fel a török uralom alól. Ezt követően Boszniából jelentős számú sokác lakosság települt ide. A felszabadítás után a bellyei uradalom része lett, melyet hadi érdemeiért királyi adományként Savoyai Jenő herceg kapott meg. Savoyai 1736-os halála után, miután örököse nem volt, a birtok a kamarára szállt. Mária Terézia 1780. május 5-én leányának, Mária Krisztina ausztriai főhercegnőnek és férjének, Szász-Tescheni Albert hercegnek adományozta. Miután ők is gyermektelenek voltak, a birtokot Károly Lajos főherceg örökölte. Károly örököse fia, Albrecht lett, majd halála után Albrecht testvérének fia, Frigyes lett a következő ura, egészen az első világháborúig.
Az 1910-es népszámláláskor 1086 lakosa volt. A trianoni békeszerződésig Baranya vármegye Baranyavári járásához tartozott. Az első világháború után az új szerb-horvát-szlovén állam, majd később (1929-ben) Jugoszlávia része lett. Nevét a délszláv hatóságok Hercegmárokról Gajićra szlávosították. 1941 és 1944 között ismét Magyarországhoz tartozott, majd a háború után ismét Jugoszlávia része lett. 1991 óta a független Horvátországhoz tartozik. 1991-ben lakosságának 79%-a horvát, 15%-a magyar, 2%-a jugoszláv nemzetiségű volt. A horvátországi háború elején szerb megszállás alá került, ekkor a horvátok menekültek el, majd a horvát erők győzelme után a szerbek költöztek el Szerbiába. A településnek 2011-ben 294 lakosa volt.

## Gazdaság
A településen hagyományosan a mezőgazdaság és az állattartás képezi a megélhetés alapját.

## Népessége
| Lakosság változása | Lakosság változása | Lakosság változása | Lakosság változása | Lakosság változása | Lakosság változása | Lakosság változása | Lakosság változása | Lakosság változása | Lakosság változása | Lakosság változása | Lakosság változása | Lakosság változása | Lakosság változása | Lakosság változása | Lakosság változása |
| ------------------ | ------------------ | ------------------ | ------------------ | ------------------ | ------------------ | ------------------ | ------------------ | ------------------ | ------------------ | ------------------ | ------------------ | ------------------ | ------------------ | ------------------ | ------------------ |
| 1857               | 1869               | 1880               | 1890               | 1900               | 1910               | 1921               | 1931               | 1948               | 1953               | 1961               | 1971               | 1981               | 1991               | 2001               | 2011               |
| 1.086              | 1.203              | 1.179              | 1.304              | 1.310              | 1.266              | 0                  | 1.058              | 917                | 842                | 837                | 720                | 586                | 517                | 354                | 294                |

(1921-ben lakosságát Darázshoz számították.)

## Nevezetességei
Munkás Szent József tiszteletére szentelt haranglába.

## Kultúra
A Darázs–Hercegmárok Magyar Hagyományőrző Egyesület 2013-ban alakult. Az egyesület Darázs község magyarjait hivatott közösségbe tömöríteni. 2015-ben rendezték meg először a magyar hagyományok szemléjét, melynek keretében tárlatot nyitottak a helyi asszonyok által készített kézimunkákból, a kultúrműsorban pedig magyar tánccsoportok és kórusok léptek színpadra. Ennek a rendezvénynek az utódja a Darázsi Magyar Est.

## Oktatás
Darázsnak Hercegmárokkal közösen már 1738-ban volt iskolája, de tanterem hiányában a tanítás még a tanító szobájában történt. Az egytantermes iskola 1846-ban épült fel. Az 1864/65-ös tanévben a római katolikus elemi altanoda már két tanteremmel rendelkezett és a két település közös tulajdonát képezte. Az épület állapota meglehetősen rossz volt. Az épületet az 1876-os árvíz annyira megrongálta, hogy 1878-ban újjá kellett építeni. Időközben Hercegmárok saját iskolát épített és különvált a darázsi iskolától. Ma a mároki tanulók ismét a szomszédos Darázsra járnak iskolába.